# Melrose, Iowa
Melrose är en ort i Monroe County i Iowa. Vid 2010 års folkräkning hade Melrose 112 invånare.

## Kända personer från Melrose
- Thomas E. Martin, politiker